# Relations entre le Japon et la Pologne
Les relations entre le Japon et la Pologne se réfèrent aux relations bilatérales entre le Japon et la Pologne.

## Histoire

### Avant l'indépendance polonaise
Fukushima Yasumasa, officier japonais très important dans cette période, notamment, visite la Pologne sous tutelle russe en 1892, au début de son long voyage équestre, solitaire et clandestin de Berlin à Vladivostok. Il établit des contacts avec les rebelles polonais, pour l'échange d'informations militaires. Au-delà de l'intérêt politique évident de l'opération (coopération contre un ennemi commun), le témoignage de Fukushima, devenu un héros national après son retour au Japon, crée sur l'archipel une véritable sympathie pour la cause nationale polonaise. En 1904, Nitobe Inazō dédie son livre Bushido à la nation polonaise, à laquelle il prête un sens de l'honneur similaire à celui des Samouraï.

### Entre les deux guerres mondiales
Le Japon et la Pologne établissent des relations en 1919, un an après la reprise par la Pologne de son indépendance. Les deux pays forment une alliance secrète contre l'Union soviétique et se mettent d'accord pour partager des renseignements qu'ils obtiennent. Les Japonais s'appuient fortement sur les nouveaux services secrets polonais pour leur formation dans le décryptage, et poursuivent une étroite coopération militaire, même après la déclaration de guerre Polonaise, rejetée par le Japon pour cette raison. Les Japonais se reposent alors sur un vaste réseau d'espions polonais, et permettent ouvertement aux Polonais de placer leurs agents à l'intérieur de l'ambassade de leur protectorat de Mandchoukouo. La coopération militaire est si proche, que, en fait, l'ambassadeur du Japon, est l'une des personnes impliquées dans la contrebande d'un drapeau polonais fabriqué pour la base des escadrons de l'air polonais à Londres.
Au cours de la Seconde Guerre mondiale, en dépit d'être allié avec l'Allemagne Nazie, l'empire du Japon n'appuie pas l'invasion de la Pologne et soutient activement le gouvernement polonais en exil. Cette décision est causée par la méfiance des Japonais à l'égard de leur allié nazi, qui fait un pacte secret avec l'Union soviétique. Ainsi, le gouvernement Japonais décide de continuer à s'appuyer sur les espions polonais pour recueillir des informations sur l'Union Soviétique et le Troisième Reich. Les agents Japonais en Europe pendant la Seconde Guerre mondiale continuent de soutenir la lutte polonaise pour la liberté contre l'Union soviétique et le Troisième Reich, et abritent des polonais réfugiés fuyant l'occupation allemande et soviétique. Tout au long de cette alliance secrète, les Japonais n'ont jamais utilisé le réseau polonais d'espionnage pour obtenir des informations sur les alliés occidentaux des polonais. Les agents polonais n'ont jamais divulgué des informations sur leurs alliés occidentaux et partagé uniquement des informations concernant le Troisième Reich et l'Union soviétique.
Un poème japonais « Porando kaiko » du Maire Fukushima Yasumasa mentionne la lutte polonaise pour la liberté.

### Après-guerre
Le Japon n'entretient aucune relation avec le gouvernement communiste polonais dans l'immédiat après-guerre. Ce n'est qu'en 1957 que des relations diplomatiques sont rétablies, avec la réouverture d'ambassades.

## Relations modernes
Quand le régime communiste prend fin en Pologne en 1989, les deux nations partagent des intérêts communs et des alliances qui les rapprochent l'une de l'autre. Les deux nations célèbrent les 90 ans de leurs relations en 2009.